# أسماك حرشفية
الأسماك الحرشفية (الاسم العلمي: Pholidae)، فصيلة أسماك بحرية من رتبة الفرخيات. إنها مستطيلة، تشبه إلى حد ما أسماك ثعبان البحر التي تتواجد من منطقة المد إلى أعماق تصل 200 متر (660 قدم)، على الرغم من أن معظمها يوجد في المياه الضحلة. يقتصر موطن معظمها على شمال المحيط الهادئ، والذي يمتد إلى أقصى الجنوب مثل باجا كاليفورنيا وشرق الصين. الاستثناءات الوحيد هو Pholis gunnellus الذي يوجد في شمال المحيط الأطلسي، وP. fasciata الذي يوجد بحر القطب الشمالي وشمال الأطلسي وشمال المحيط الهادئ. وعادًة ما يصل أقصى طول لها إلى 20-30 سم (8-12 بوصة)، لكن Apodichthys flavidus يصل إلى 46 سم (18 بوصة). قوتها القشريات الصغيرة والرخويات.